# William Radcliffe

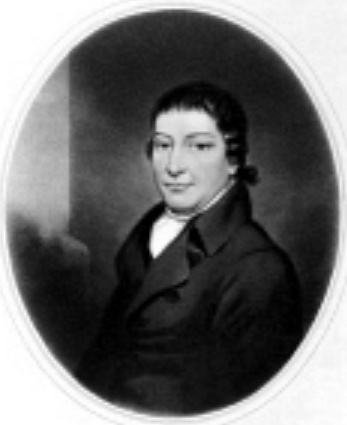
William Radcliffe, 18e eeuw

William Radcliffe (Mellor, 1761 – Stockport, 20 mei 1842) was een Britse textielfabrikant, uitvinder van enige verbeteringen aan het mechanisch weefgetouw en auteur van het bekende boek "Origin of the New System of Manufacture, Commonly Called Power loom Weaving" uit 1824.

## Levensloop
Radcliff werd geboren in het dorpje Mellor in het district Stockport, waar zijn betovergrootvader de dienst had uitgemaakt. Onder het bewind van Oliver Cromwell werd het familiebezit geconfisqueerd, op een paar boerderijen na waar Radcliffs vader en later Radcliff zelf opgroeiden. Op de boerderij werd de kost verdiend met het weefgetouw voor mannen en het kaarden en spinnen voor vrouw en kinderen. Hier leerde William op jonge leeftijd van zijn moeder het kaarden en spinnen van katoen en linnen garen voor het weefgetouw, dat door zijn vader en oudere broers werd bediend. 
In 1785 trouwde hij op vijfentwintigjarige leeftijd, en besloot met zijn spaargeld een eigen texielfabriek op te zetten. Hij bezat praktische kennis van alle stappen van het productieproces van het ruwe katoen naar het kledingstuk, zoals het kaarden met de hand en machine, het spinnen met het spinnewiel of de Jenny, het wikkelen, opgespannen van schering, bemeten, en het weven met de hand of schietspoel. In 1789 was hij vast gevestigd en had  als meesterfabrikant enige mensen in dienst voor het spinnen en weven. Hij leverde in die tijd de garen voor zo'n 1.000 wevers in de buurt.

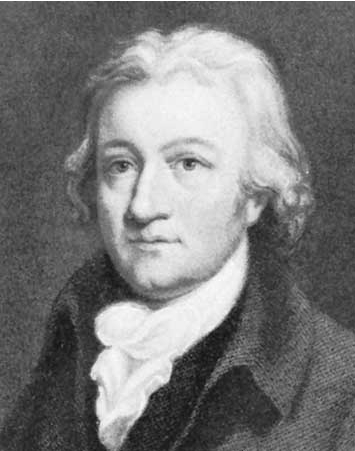
William Radcliffe, 19e eeuw

Van 1798 tot 1794 legde Radcliffe zich toe op de productie van mousseline schering-draden, gereed voor het weven. Hij was de eerste die dit soort draad leverde aan de katoenfabrikant Samuel Oldknow en de pionier van de mousselinehandel in Engeland. Radcliffe leverde tot aan Glasgow en Paisley. Hij produceerde ook een aantal mousselinestoffen in eigen beheer, die hij in een eigen warenhuis in Manchester verkocht. 
Vanaf 1800 was Radcliff meer betrokken bij het politieke debat van mede-ondernemers rond Manchester. Ook legde hij zich toe op de verdere ontwikkeling van werktuigen voor het weven. Het eerste mechanische weefgetouw van Edmund Cartwright had hij zelf in bedrijf genomen in 1791. In 1800 waren er nog maar enkele honderden machines in bedrijf in heel Engeland Hiernaast schreef hij enige boeken. Rijk is Radcliff er niet van geworden. Hij stierf in 1841 in armoede.

## Werk
William Radcliff is bekend gebleven als de textielfabrikant, die een leidende rol speelde in de introductie van het mechanische weefgetouw.

### Parlementaire actie
In de zomer van 1794 kreeg Radcliff voor het eerst het verzoek van twee koopmannen - één uit Berlijn één en Kopenhagen - om naast de mousseline stof ook mousseline schering-draden te verkopen. Hier was hij echter principieel op tegen, en dacht zelfs dat dit bij wet verboden was. De mannen antwoordde echter dat dit een gangbare praktijk was geworden. De daaropvolgende jaren zag Radcliff met ledige ogen aan, dat steeds meer van zijn collegafabrikanten wel grondstoffen aan het buitenland verkochten. 
De zorg om de verkoop van grondstoffen naar het buitenland nam toe onder andere fabrikanten, blekers, drogers, drukkers en handelaren, dat ze in 1800 een vergadering in Manchester belegden. Met zo'n 40 fabrikanten stelde ze een petitie op voor het Parlement van Groot-Brittannië om deze export te beperken. Bij de bespreking in het parlement bleek men bereidwillig om samen te werken met de heren uit Manchester. Zij waren echter bezorgd om de spinners, die veel van hun werk verloren aan fabrieken en machines. 
In de nabespreking in Manchester kwam echter naar voren, dat er juist onder de fabrikanten een tekort aan wevers werd ervaren. Met elkaar werd iedere wever in de wijde omtrek in het systeem van plattelandsnijverheid betrokken, en nog was er een te kort. Radcliff beloofde tijdens deze bijeenkomst zich toe te gaan leggen op het probleem van het verhogen van de productiviteit door het verbeteren van het mechanisch weefgetouw.    

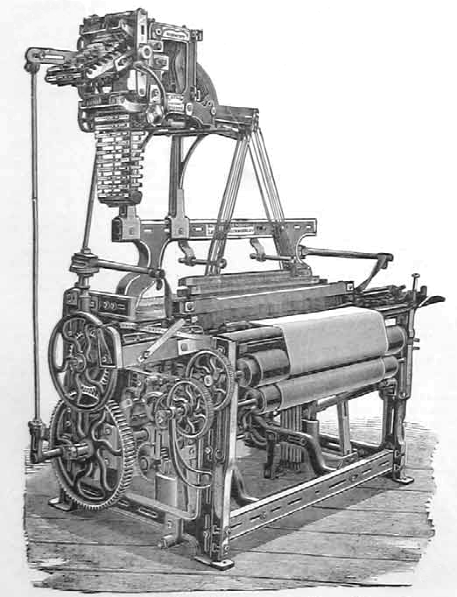
Weefgetouw met Dobby-head, die ook werk met het principe van de bundel scheringdraden, eind 19e eeuw.

### Uitvindingen
Tussen 1785 en 1792 had Edmund Cartwright verschillende uitvindingen gedaan en patenten verworven betreffende verbeteringen van het mechanisch weefgetouw. Zijn laatste patent betrof een weefgetouw met meerdere schietspoel-dozen voor het weven van controle en dwarsstrepen. Zijn werk bleef echter vruchteloos, omdat de scheringdraden alleen op maat gemaakt konden worden als het weefgetouw stil stond. 
Alle pogingen om de scheringdraden op maat te maken, terwijl het weefgetouw in werking was, mislukten. Dit probleem werd echter in 1803 wel opgelost door William Radcliffe en zijn assistent Thomas Johnson door de uitvinding van de bundel scheringdraden en de zogenaamde "dressing sizing machine". In 1804 ontwikkelde Cartwright ook een ratel waarmee de stof automatisch doorgevoerd werd. 

### Theoretische bijdrage
Met de publicatie van "Letters on the Evils of the Exportation of Cotton' Yarns", geschreven in 1804 en gepubliceerd in 1811, leverde Radcliffe een bijdrage aan het debat onder mede-ondernemers over de essentie van winst in een kapitalistisch systeem. Radcliffe stelde dat er twee manieren waren om winst te behalen: rente op geld en een soort ondernemingsvergoeding.
Radcliffe had zelf actief deelgenomen aan de introductie van het mechanisch weefgetouw. In zijn boek "Origin of the New System of Manufacture commonly called power-loom weaving" uit 1828 geeft hij een beschrijving van vele bedrijfsmatige kanten van het gebruik hiervan in de textielindustrie in zijn tijd.

## Publicaties
- 1811. Letters on the Evils of the Exportation of Cotton' Yarns
- 1828. Origin of the new system of manufacture commonly called power-loom weaving : fully explained in a narrative containing William Radcliffe's struggles through life.